# Cueva de Sedecías

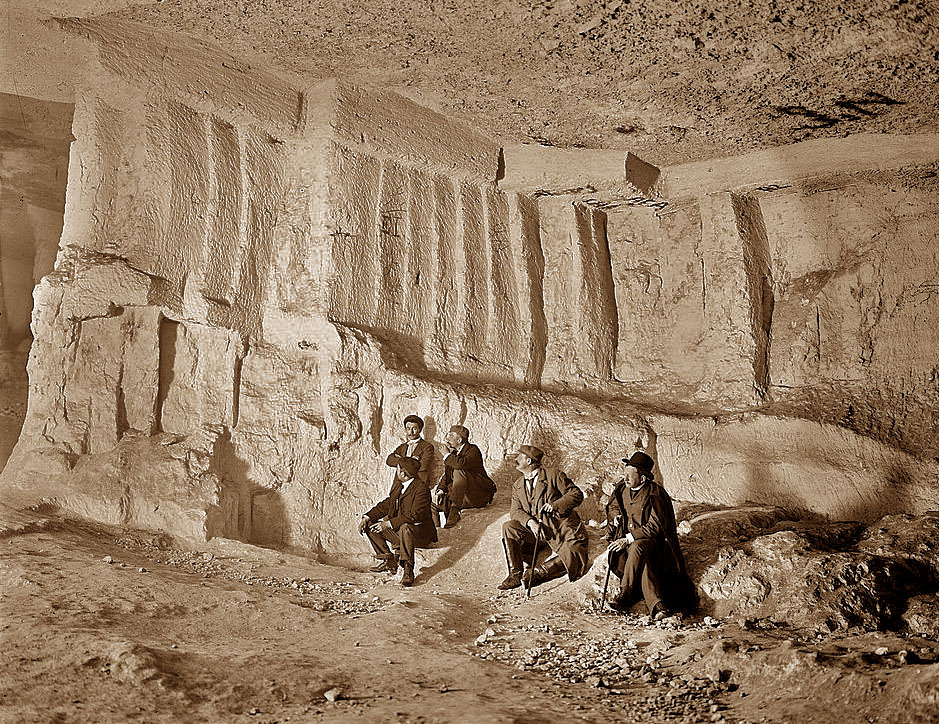
Cueva de Sedecías a comienzos del.

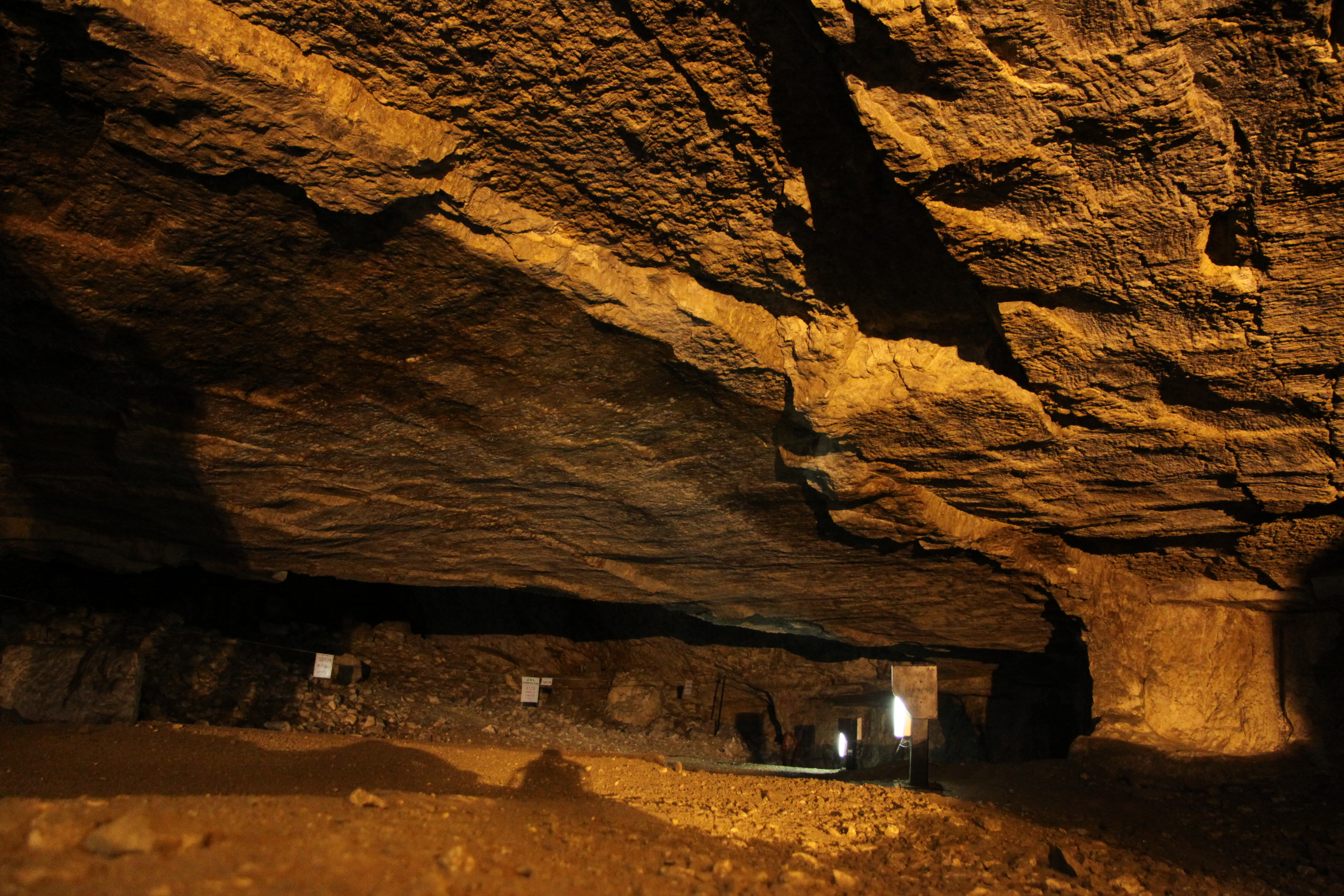
Interior de la cueva.

La Cueva de Sedecías, (Sedequías) también llamada las Canteras de Salomón, es una cantera subterránea de piedra caliza meleke de 20,000 m² que se extiende a lo largo de cinco cuadras por debajo del barrio Musulmán de la Ciudad Vieja de Jerusalén. Se encuentra situada en la Ciudad Vieja de Jerusalén, concretamente al este de la Puerta de Damasco, y tiene una profundidad de 300 metros bajo la parte norte de la muralla que rodea la Ciudad Vieja. Fue tallada durante un período de varios miles de años y es un remanente de la cantera más grande de Jerusalén, que se extiende desde la gruta de Jeremías y la Tumba del Jardín hasta las murallas de la Ciudad Vieja. La cueva tiene una gran importancia histórica en la masonería.
En la cueva hay una pequeña fuente en la parte final, y donde se evidencia que no tiene salida, llamada "lágrimas de Sedecías". Según los expertos podría haberse tratado de una cantera en la que en los tiempos de Herodes el Grande se obtuvo piedra para construir el Templo. La cueva está abierta al público de domingo a jueves por una tarifa de admisión y hay visitas guiadas.

## Connotaciones religiosas y leyendas
- La leyenda más famosa sobre la cueva es que sirvió como cantera al Primer Templo del rey Salomón. Sin embargo, no hay evidencia histórica o arqueológica que respalde esta afirmación. (Se cree que la piedra caliza meleke de la cantera, que es fuerte, adecuada para tallar y resistente a la erosión, fue usada para edificios reales. El término meleke se deriva de las palabras hebreas y árabes que significan "real").[1]
- Escribiendo en el siglo X d. C., el geógrafo y escritor musulmán Al-Muqaddasi dijo: "Hay en Jerusalén, fuera de la ciudad, una enorme caverna. Según lo que he escuchado de hombres sabios, y también lo he leído en libros, conduce al lugar donde yace la gente que murió a manos de Moisés. Pero no hay certeza en esto, pues aparentemente no es más que una cantera de piedra, con pasajes que conducen desde allí, por donde se puede ir con antorchas." La "gente que murió a manos de Moisés" se refiere a una historia que aparece tanto en la Biblia como en el Corán sobre un hombre llamado Korah (árabe, Karun) que organizó una revuelta contra Moisés y su hermano Aarón, sosteniendo que ellos habían conducido a los hijos de Israel fuera de Egipto con engaños. Según el Antiguo Testamento, Coré y sus compañeros rebeldes fueron devorados por la tierra.[1]
- Según otra leyenda, Sedecías (Sedequías), quien fuera el último rey bíblico de Jerusalén tras ser derrotado por los babilonios, intentó huir de Jerusalén a Jericó a través de esta cueva. No lo consiguió y fue capturado y llevado ante el rey babilonio Nabucodonosor. Éste asesinó a sus hijos delante de él y acto seguido le arrancó los ojos (2 Reyes, 25:1-6).[2] La leyenda de que la cueva era el escondite del Sedecías se remonta al menos al siglo XI d. C. En ese momento, el comentarista bíblico Rashi escribió que Sedequías trató de escapar de las tropas enviadas por Nabucodonosor para sitiar Jerusalén. (La historia también fue repetida en el siglo siguiente por el comentarista Radak.) Según Rashi: "Había una cueva desde el palacio de Sedequías hasta la llanura de Jericó y él huyó a través de la cueva". Agregó que Dios había enviado a un ciervo corriendo sobre la superficie de la cueva mientras Sedequías caminaba por debajo. Los soldados persiguieron al ciervo y llegaron a la salida de la cueva justo en el momento en el que Sedequías salía, lo que les permitió capturarlo y cegarlo. Así nació la leyenda y nombre de la “cueva de Sedequías”.

### Importancia para los masones
Una ceremonia masónica se llevó a cabo en la cueva en 1868, dirigida por un antiguo gran maestro del estado de Kentucky. La primera logia masónica en Tierra Santa, conocida como la Logia Madre Real Salomón No. 293, se reunió en la cueva el 7 de mayo de 1873.
Los masones de Israel celebran una ceremonia anual en la cueva de Sedequías y lo consideran uno de los sitios más venerados de su historia. (El ritual masónico afirma que el rey Salomón fue su primer Gran Maestro, y algunos masones afirman que la cueva es definitivamente la cantera de Salomón.) Según Matti Shelon, jefe de los masones israelíes, "Desde la década de 1860 hemos estado celebrando ceremonias en la cueva."[1] Según el Capítulo Supremo del Gran Arco Real del Estado de Israel, el sitio "tiene un significado especial para los masones maestros de la marc (Mark Master) y los masones del Real Arco en particular". Desde los días del mandato británico (década de 1920), la cueva se utilizó para la ceremonia de los masones maestros de la marca. Aunque esta práctica se suspendió temporalmente entre los años 1948 y 1968, la impresionante ceremonia de consagración del Capítulo Supremo del Gran Arco Real del Estado de Israel se inició nuevamente en la primavera de 1969, y desde entonces se ha realizado el grado de la marca en las cuevas en promedio una vez al año.